# Bocquillonia arborea
Bocquillonia arborea là một loài thực vật thuộc họ Euphorbiaceae. Đây là loài đặc hữu của New Caledonia.